# Kings and Queens (Thirty Seconds to Mars)
Kings and Queens is een nummer van de alternatieve rockband Thirty Seconds to Mars. Het nummer werd uitgebracht als de eerste single van This Is War, het derde studioalbum van de band. Het nummer was Alarmschijf van 5 tot 11 december 2009

## Achtergrondinformatie
Het nummer is tussen 2008 en 2009 opgenomen in het International Centre for the Advancement of the Arts and Sciences of Sound in Hollywood, Verenigde Staten en werd op 13 oktober digitaal uitgebracht als de eerste single van het aankomende derde studioalbum, dat na veel uitstel op 7 december 2009 wordt uitgebracht. Het door Flood (U2, Depeche Mode, Nine Inch Nails) geproduceerde nummer werd op 13 oktober op fysieke single uitgebracht. De cd bevat de albumversie van 5 minuten en 47 seconden en de radio edit dat door het weglaten van de ambient geluiden aan het begin van het nummer veertig seconden korter klokt.
Het nummer begint met het geluid van een havik, waarna er na enkele seconden met slagen op snaredrums de introductie begint met gitaardistortie en het gelaagde gezang van fans. Deze geluiden zijn verder te horen in de refreinen. Daarnaast bevat het nummer pianogedeelten in de coupletten en snaarinstrumenten.
Leto vond de titel een mooie metafoor voor alles dat zich in het afgelopen jaar heeft plaatsgevonden, waaronder een conflict met platenlabel EMI.
De single bereikte al snel na de release de Amerikaanse Billboard Alternative Songs en de Rock Songs en piekte vooralsnog op de respectievelijke elfde en twintigste positie. Het nummer debuteerde in week 45 op de 88ste positie in de Billboard Hot 100. De videoclip werd eind oktober opgenomen en is geregisseerd door zanger Jared Leto. De band nodigde fans voor een grote fietstocht uit, dat in de videoclip te zien zal zijn. De videoclip werd gedurende meerdere nachten opgenomen.

## Tracklist
| Nr. | Titel                            | Duur  |
| --- | -------------------------------- | ----- |
| 1.  | Kings and Queens (album version) | 05:47 |
| 2.  | Kings and Queens (radio edit)    | 05:07 |

## Hitnotering
| "Kings and Queens" in de Nederlandse Top 40 - binnen: 19 december 2009 | "Kings and Queens" in de Nederlandse Top 40 - binnen: 19 december 2009 | "Kings and Queens" in de Nederlandse Top 40 - binnen: 19 december 2009 | "Kings and Queens" in de Nederlandse Top 40 - binnen: 19 december 2009 | "Kings and Queens" in de Nederlandse Top 40 - binnen: 19 december 2009 | "Kings and Queens" in de Nederlandse Top 40 - binnen: 19 december 2009 | "Kings and Queens" in de Nederlandse Top 40 - binnen: 19 december 2009 | "Kings and Queens" in de Nederlandse Top 40 - binnen: 19 december 2009 | "Kings and Queens" in de Nederlandse Top 40 - binnen: 19 december 2009 | "Kings and Queens" in de Nederlandse Top 40 - binnen: 19 december 2009 |
| Week                                                                   | 1                                                                      | 2                                                                      | 3                                                                      | 4                                                                      | 5                                                                      | 6                                                                      | 7                                                                      | 8                                                                      |                                                                        |
| ---------------------------------------------------------------------- | ---------------------------------------------------------------------- | ---------------------------------------------------------------------- | ---------------------------------------------------------------------- | ---------------------------------------------------------------------- | ---------------------------------------------------------------------- | ---------------------------------------------------------------------- | ---------------------------------------------------------------------- | ---------------------------------------------------------------------- | ---------------------------------------------------------------------- |
| Nummer                                                                 | 33                                                                     | 23                                                                     | 22                                                                     | 23                                                                     | 21                                                                     | 25                                                                     | 34                                                                     | 35                                                                     | uit                                                                    |

| "Kings and Queens" in de Single Top 100 Binnen: 12 december 2009 | "Kings and Queens" in de Single Top 100 Binnen: 12 december 2009 | "Kings and Queens" in de Single Top 100 Binnen: 12 december 2009 | "Kings and Queens" in de Single Top 100 Binnen: 12 december 2009 | "Kings and Queens" in de Single Top 100 Binnen: 12 december 2009 | "Kings and Queens" in de Single Top 100 Binnen: 12 december 2009 | "Kings and Queens" in de Single Top 100 Binnen: 12 december 2009 | "Kings and Queens" in de Single Top 100 Binnen: 12 december 2009 | "Kings and Queens" in de Single Top 100 Binnen: 12 december 2009 | "Kings and Queens" in de Single Top 100 Binnen: 12 december 2009 | "Kings and Queens" in de Single Top 100 Binnen: 12 december 2009 |
| Week                                                             | 1                                                                | 2                                                                | 3                                                                | 4                                                                | 5                                                                | 6                                                                | 7                                                                | 8                                                                | 9                                                                |                                                                  |
| ---------------------------------------------------------------- | ---------------------------------------------------------------- | ---------------------------------------------------------------- | ---------------------------------------------------------------- | ---------------------------------------------------------------- | ---------------------------------------------------------------- | ---------------------------------------------------------------- | ---------------------------------------------------------------- | ---------------------------------------------------------------- | ---------------------------------------------------------------- | ---------------------------------------------------------------- |
| Nummer                                                           | 92                                                               | 66                                                               | 80                                                               | 66                                                               | 50                                                               | 61                                                               | 66                                                               | 94                                                               | 93                                                               | uit                                                              |

### NPO Radio 2 Top 2000
Kings and Queens stond alleen in 2015 in de NPO Radio 2 Top 2000, op plek 1472.